# Star Wars: Tales
 For alternative betydninger, se Star Wars: Tales. (Se også artikler, som begynder med Star Wars: Tales)
Star Wars: Tales er en amerikansk animeret antologiserie skabt af Dave Filoni og Charles Murray til streamingtjenesten Disney+. Hver sæson består af seks afsnit som udforsker forskellige personer fra Star Wars-franchisen. Den første serie Tales of the Jedi handler om Jedier fra prequel-trilogien, mens fortsættelsen Tales of the Empire handler om personer som er relateret til det Galaktiske Imperium. Serien er produceret af Lucasfilm Animation
Filoni begyndte at skrive Tales of the Jedi, også kendt som Star Wars: Tales of the Jedi, mens han arbejdede på Star Wars-serien The Mandalorian, og afslørede de første officielle detaljer om serien i maj 2022. Den består af seks episoder opdelt i to "stier", den ene følger karakteren Ahsoka Tano (stemme af Ashley Eckstein) og den anden handler om karakteren grev Dooku (stemme af Corey Burton). Tales of the Jedi havde premiere den 26. oktober, 2022 med alle seks afsnit.
En fortsættelse til serien blev annonceret i april 2023 og blev offentliggjort et år senere med titlen Tales of the Empire. Også kendt Star Wars: Tales of the Empire, er serien igen delt op i to akter: det ene handler om Morgan Elsbeth (stemme af Diana Lee Inosanto) og det andet om den tidligere Jedi Barriss Offee (stemme af Meredith Salenger). Tales of the Empire havde premiere den 4. maj 2024.

## Handling
Hvert afsnit af Tales of the Jedi fortæller korte historier om Jedier fra Star Wars prequel-trilogien. De seks episoder er opdelt i to "stier": den første følger Ahsoka Tano på tværs af forskellige punkter i hendes liv, og den anden skildrer en ung grev Dooku før hans fald til den mørke side af Kraften. Fortsættelsen Tales of the Empire udspiller sig i to æraer, hvor en sti omhandler den unge Morgan Elsbeth og den anden om den tidligere Jedi Barriss Offee.

## Afsnit
| Sæson | Sæson                   | Afsnit | Afsnit | Oprindelig udgivelsesdato |
| ----- | ----------------------- | ------ | ------ | ------------------------- |
|       | Tales of the Jedi       | 6      | 6      | 26. oktober, 2022         |
|       | Tales of the Empire     | 6      | 6      | 4. maj, 2024              |
|       | Tales of the Underworld | 6      | 6      | 4. maj, 2025              |

### Tales of the Jedi(2022)
| Nr. i serie | Nr. i sæson | Titel                                        | Instruktør           | Forfatter                    | Oprindelig udgivelsesdato |
| --- | ----------- | -------------------------------------------- | -------------------- | ---------------------------- | ------------------------- |
| 1 | 1           | "Life and Death" "Liv og død"                | Nathaniel Villanueva | Dave Filoni                  | 26. oktober 2022          |
| Ahsoka Tanos fødsel ses alene sammen med hendes første jagttur med sin mor Pav-ti. |             |                                              |                      |                              |                           |
| 2 | 2           | "Justice" "Retfærdighed"                     | Saul Ruiz            | Dave Filoni                  | 26. oktober 2022          |
| En ung Jedi-mester Dooku og hans unge lærling Qui-Gon Jinn ankommer på en planet for at løse en gidseltagning af Senator Dagonets søn som er blevet kidnappet af de lokale som følge af Senatorens hensynsløse behandling af sine borgere. |             |                                              |                      |                              |                           |
| 3 | 3           | "Choices" "Valg"                             | Charles Murray       | Charles Murray & Élan Murray | 26. oktober 2022          |
| Jedi-mester Dooku og Jedi-mester Mace Windu finder rådsmedlem Katri's lig på Raxus Secundus. Dooku insisterer på at efterforske Katri's død imod sine ordrer, og de opdager at Katri blev dræbt af vagter der ville stoppe den korrupte Senator Larik fra at dræne Raxus' ressourser. Ved Katri's begravelse, fortæller Windu at han har fået Katri's tomme sæde i Jedi-rådet i stedet for Dooku. |             |                                              |                      |                              |                           |
| 4 | 4           | "The Sith Lord" "Sith-fyrsten"               | Saul Ruiz            | Dave Filoni                  | 26. oktober 2022          |
| I Jedi-templet på Coruscant, sletter Dooku Kamino fra arkiverne som et led i Sith-planen af Darth Sidious. Da Qui-Gon dræbes af Maul, konfronterer Dooku Sidious i I LiMerge-bygningen skælder. Undervejs til bygningen fofølges Dooku af Yaddle som han dræber efter hun forgæves prøver at tale med ham. Note: Dette afsnit foregår samtidigt med begivenhederne i Star Wars Episode I: Den usynlige fjende |             |                                              |                      |                              |                           |
| 5 | 5           | "Practice Makes Perfect" "Øvelse gør Mester" | Saul Ruiz            | Dave Filoni                  | 26. oktober 2022          |
| Anakin er skuffet over at prøverne i lyssværdkamp, så han beder Kaptajn Rex og 501. Legionens tropper om at hjælpe Ahsoka med træningen ved at bruge lammeindstillingen (som sikre at hun ikke bliver dræbt) på deres blastere til at skyde hende. Træning gentages med tiden. Hun bliver til sidst dygtigere, og al hendes træning gør at hun overlever Ordre 66. Note: Slutningen i dette afsnit foregår samtidigt med begivenhederne i Star Wars: The Clone Wars Sæson 7 Afsnit 12: Sejr og død                                                                                   |             |                                              |                      |                              |                           |
| 6 | 6           | "Resolve"Beslutsomhed "Coda"                 | Saul Ruiz            | Dave Filoni                  | 26. oktober 2022          |
| Ved begravelsen af Senator Padmé Amidala, beder Senator Bail Organa Ahsoka om at kontakte ham, hvis hun får brug for hjælp i en af kolonnaderne i Theed på Naboo inden en klonpatrulje kommer. Noget tid senere Ahsoka redder en nogle personer i en landsby som er i fare. Hun bliver anmeldt til Imperiet og de sender en kejserlig inkvisitor dertil for at tage hende til fange. Ahsoka dræber Inkvisitoren og kontakter Organa og siger at hun er klar til at kæmpe igen. Note: Dette afsnit foregår samtidigt med begivenhederne i Star Wars Episode III: Sith-fyrsternes hævn |             |                                              |                      |                              |                           |

### Tales of the Empire(2024)
| Nr. i serie | Nr. i sæson | Titel                             | Instruktør           | Forfatter                                                 | Oprindelig udgivelsesdato |
| ----------- | ----------- | --------------------------------- | -------------------- | --------------------------------------------------------- | ------------------------- |
| 7           | 1           | "Path of Fear" "Frygtens vej"     | Nathaniel Villanueva | Historie af: Dave Filoni Skrevet af: Amanda Rose Muñoz    | 4. maj, 2024              |
| 8           | 2           | "The Path of Anger" "Vredens vej" | Steward Lee          | Historie af: Dave Filoni Skrevet af: Amanda Rose Muñoz    | 4. maj, 2024              |
| 9           | 3           | "The Path of Hate" "Hadets vej"   | Nathaniel Villanueva | Historie af: Dave Filoni Skrevet af: Amanda Rose Muñoz    | 4. maj, 2024              |
| 10          | 4           | "Devoted" "Hengiven"              | Saul Ruiz            | Historie af: Dave Filoni Skrevet af: Nicolas Anasatassiou | 4. maj, 2024              |
| 11          | 5           | "Realization" "Erkendelse"        | Steward Lee          | Historie af: Dave Filoni Skrevet af: Matt Michnovetz      | 4. maj, 2024              |
| 12          | 6           | "The Way Out" "Udvejen"           | Nathaniel Villanueva | Historie af: Dave Filoni Skrevet af: Matt Michnovetz      | 4. maj, 2024              |

### Tales of the Underworld(2025)
| Nr. i serie | Nr. i sæson | Titel                                                 | Instruktør           | Forfatter                                            | Oprindelig udgivelsesdato |
| ----------- | ----------- | ----------------------------------------------------- | -------------------- | ---------------------------------------------------- | ------------------------- |
| 13          | 1           | "A Way Forward"                                       | Saul Ruiz            | Historie af: Dave Filoni Skrevet af: Matt Michnovetz | 4. maj, 2025              |
| 14          | 2           | "Friends" "Venner"                                    | Steward Lee          | Historie af: Dave Filoni Skrevet af: Matt Michnovetz | 4. maj, 2025              |
| 15          | 3           | "One Warrior to Another" "Fra én kriger til en anden" | Saul Ruiz            | Historie af: Dave Filoni Skrevet af: Matt Michnovetz | 4. maj, 2025              |
| 16          | 4           | "The Good Life" "Det gode liv"                        | Saul Ruiz            | Historie af: Dave Filoni Skrevet af: Matt Michnovetz | 4. maj, 2025              |
| 17          | 5           | "A Good Turn" "En god drejning"                       | Steward Lee          | Historie af: Dave Filoni Skrevet af: Matt Michnovetz | 4. maj, 2025              |
| 18          | 6           | "One Good Deed" "Én god gerning"                      | Nathaniel Villanueva | Historie af: Dave Filoni Skrevet af: Matt Michnovetz | 4. maj, 2024              |

## Produktion

### Musik
Kevin Kiner komponerede musikken til serien efter at have arbejdet på The Clone Wars og De hårde hunde.
| 1.  | "Birth of Ahsoka"           | Kevin Kiner                     | 1:33 |
| 2.  | "Ahsoka's Village"          | Sean Kiner                      | 2:47 |
| 3.  | "Sanctity of life"          | Dean Kiner Russell              | 2:45 |
| 4.  | "Tiger"                     | David Glen                      | 2:19 |
| 5.  | "The Bond"                  | Kevin Kiner                     | 2:33 |
| 6.  | "Ahsoka Returns"            | Sean Kiner                      | 2:59 |
| 7.  | "A Real Test"               | Sean Kiner                      | 3:28 |
| 8.  | "Let's Go Again"            | Dean Kiner                      | 2:19 |
| 9.  | "Training Pays Off"         | Sean Kiner & David Glen Russell | 1:36 |
| 10. | "Secret Mourner"            | Kevin Kiner                     | 2:10 |
| 11. | "No One Is Safe"            | Sean Kiner & Dean Kiner         | 4:13 |
| 12. | "The Inquisitor"            | Dean Kiner                      | 3:45 |
| 13. | "Ahsoka Is Ready"           | Dean Kiner                      | 1:13 |
| 14. | "Dooku Arrives"             | Sean Kiner                      | 2:44 |
| 15. | "The Kidnappers"            | Sean Kiner & Dean Kiner         | 2:34 |
| 16. | "Soldiers Are Here"         | Sean Kiner & Dean Kiner         | 4:52 |
| 17. | "No More Suffering"         | Sean Kiner & Dean Kiner         | 2:24 |
| 18. | "Murder Case"               | Sean Kiner                      | 2:24 |
| 19. | "Mystery in Raxus"          | Sean Kiner & Dean Kiner         | 2:25 |
| 20. | "Dooku Investigates"        | Sean Kiner & Dean Kiner         | 2:09 |
| 21. | "Dooku Contemplates"        | Peter Lam                       | 2:33 |
| 22. | "Qui-Gon and the Sith Lord" | Sean Kiner                      | 4:59 |
| 23. | "Flight Into Darkness"      | Sean Kiner                      | 4:04 |
| 24. | "Dooku vs. Yaddle"          | Dean Kiner & Nolan Markey       | 3:16 |
| 25. | "Dooku's Fall"              | Dean Kiner                      | 2:45 |

Total: 1:11:14

## Udgivelse
Tales of the Jedi udkom den 26. oktober, 2022 med alle seks afsnit. Tales of the Empire blev offentliggjort den 4. april, 2024 og udkom den 4. maj, 2024, igen med alle seks afsnit.